# Rajd Dunaju 1983
Rajd Dunaju 1983 (18. Danube Rallye 1983) – 18. edycja rajdu samochodowego Rajd Dunaju rozgrywanego w Rumunii. Rozgrywany był od 17 do 19 czerwca 1983 roku. Była to czwarta runda Rajdowego Pucharu Pokoju i Przyjaźni w roku 1983 oraz dwudziesta piąta (współczynnik 2) runda ERC w roku 1983.

## Klasyfikacje rajdu
| Miejsce                      | Kierowca                     | Pilot                        | Samochód                     | Czas                         | Strata                       |                              |
| Klasyfikacja generalna i ERC | Klasyfikacja generalna i ERC | Klasyfikacja generalna i ERC | Klasyfikacja generalna i ERC | Klasyfikacja generalna i ERC | Klasyfikacja generalna i ERC | Klasyfikacja generalna i ERC |
| ---------------------------- | ---------------------------- | ---------------------------- | ---------------------------- | ---------------------------- | ---------------------------- | ---------------------------- |
| 1.                           | Attila Ferjáncz              | János Tandari                | Renault 5 Turbo              | 4:17:51                      | 0.0                          |                              |
| 2.                           | Nikolay Bolshikh             | Igor Bolshikh                | Lada 1600                    | 4:25:16                      | +7:25                        |                              |
| 3.                           | Marian Bublewicz             | Ryszard Żyszkowski           | FSO Polonez 2000             | 4:28:10                      | +10:19                       |                              |
| 4.                           | Radoslav Petkov              | Nikolay Monchev              | Porsche 911 SC               | 4:30:24                      | +12:33                       |                              |
| 5.                           | Ilia Chubrikov               | Stefan Kazakov               | Renault 5 Turbo              | 4:31:18                      | +13:27                       |                              |
| 6.                           | Jānis Lavrinovich            | Raimondas Pokulis            | Lada VAZ 21011               | 4:39:01                      | +21:10                       |                              |
| 7.                           | Adam Polak                   | Romuald Zbigniew Kabulski    | FSO Polonez 2000             | 4:39:58                      | +22:07                       |                              |
| 8.                           | Andrzej Koper                | Jacek Lewandowski            | Renault 5 Alpine             | 4:43:10                      | +25:19                       |                              |
| 9.                           | Valeri Velikov               | Zlatan Iliev                 | Lada VAZ 21011               | 4:47:15                      | +29:24                       |                              |
| 10.                          | Gyula Dudás                  | Tibor Oroszlán               | Lada VAZ 21011               | 4:51:02                      | +33:11                       |                              |
| Klasyfikacja CoPaF           |                              |                              |                              |                              |                              |                              |
| 1.                           | Nikolay Bolshikh             | Igor Bolshikh                | Lada 1600                    | 4:25:16                      | 0,00                         |                              |
| 2.                           | Marian Bublewicz             | Ryszard Żyszkowski           | FSO Polonez 2000             | 4:28:10                      | +2:54                        |                              |
| 3.                           | Jānis Lavrinovich            | Raimondas Pokulis            | Lada VAZ 21011               | 4:39:01                      | +13:45                       |                              |
| 4.                           | Adam Polak                   | Romuald Zbigniew Kabulski    | FSO Polonez 2000             | 4:39:58                      | +14:42                       |                              |
| 5.                           | Andrzej Koper                | Jacek Lewandowski            | Renault 5 Alpine             | 4:43:10                      | +17:54                       |                              |
| 6.                           | Valeri Velikov               | Zlatan Iliev                 | Lada VAZ 21011               | 4:47:15                      | +21:59                       |                              |
| 7.                           | Gyula Dudás                  | Tibor Oroszlán               | Lada VAZ 21011               | 4:51:02                      | +25:46                       |                              |